# Kalná nad Hronom
Kalná nad Hronom (Hongaars: Kálna) is een Slowaakse gemeente in de regio Nitra, en maakt deel uit van het district Levice.
Kalná nad Hronom telt 2.101 inwoners.
De gemeente bestaat uit de volgende dorpen:
- Kálna (Nagykalná) - 12,287 km²
- Kálnica (Kiskálna)  - 4,77 km²
- Mochovce (Mohi) - 17,077 km²

De eerste twee dorpen liggen naast elkaar, Mochovce ligt ten noordwesten daarvan. Mochovce was een Hongaarstalig dorpje, het dorp werd voor de bouw van een kerncentrale in de jaren '70 geheel afgebroken, alleen het gebouw van de Hongaars Gereformeerde Kerk bleef overeind. In 1990 werd het grondgebied van het voormalige dorp aan Kálna toegevoegd.
In 1910 bestond de gemeente uit twee dorpen: Kiskálna en Nagykálna, beiden met een volledig Hongaarse bevolking. In de jaren rond 1948 werden de Hongaren gedwongen te verhuizen tijdens de Tsjechoslowaaks-Hongaarse bevolkingsruil.

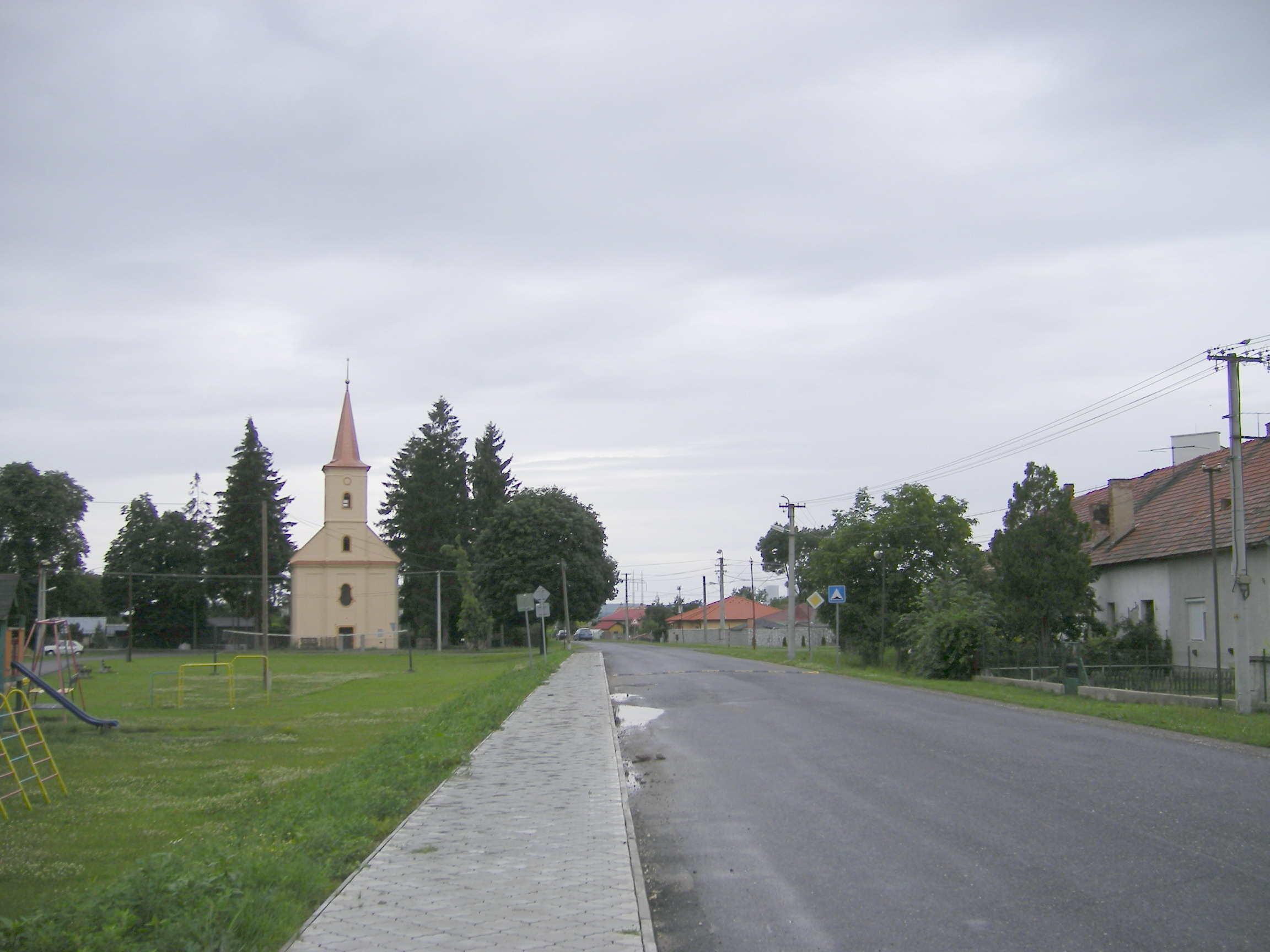
Kalná nad Hronom

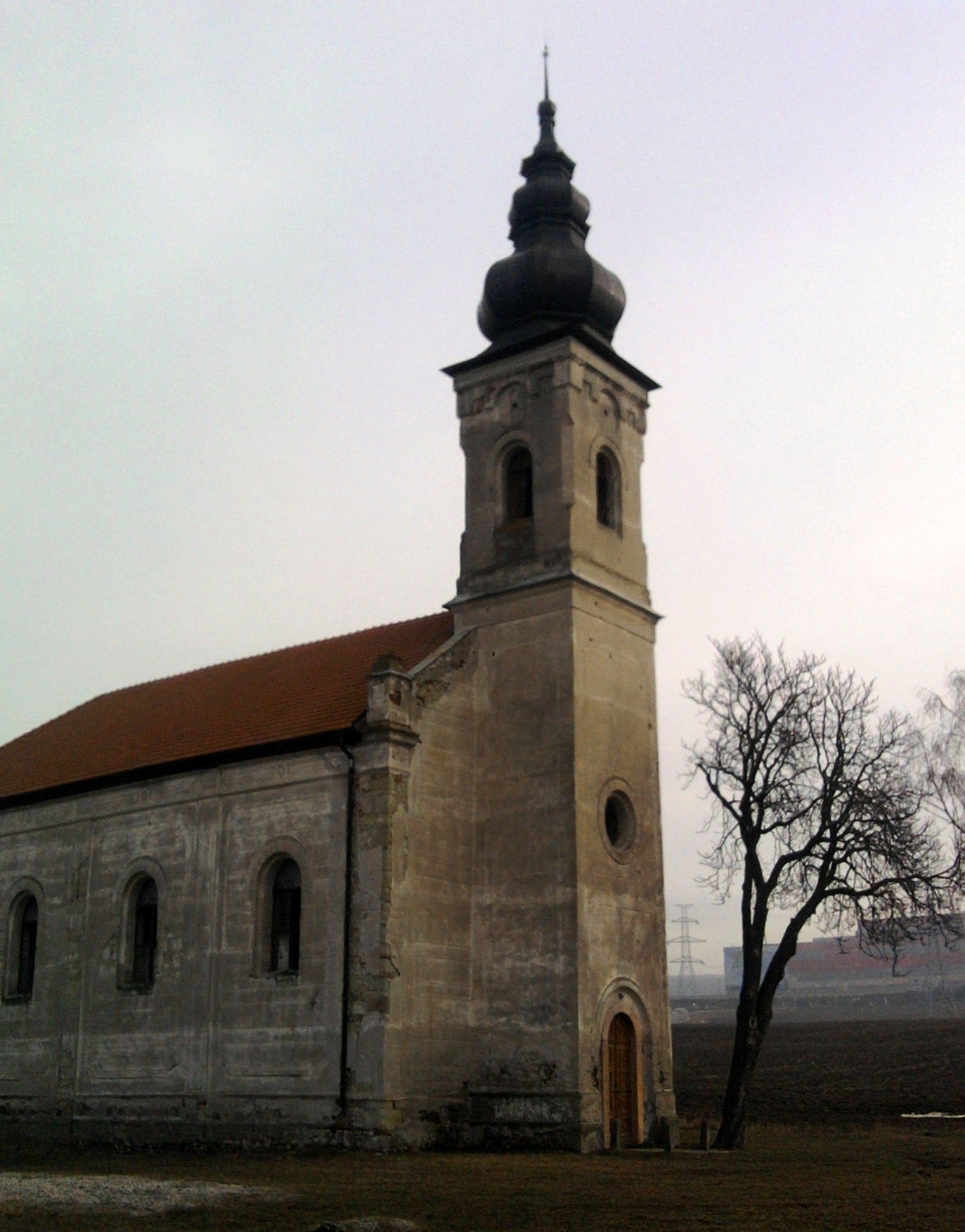
Kerk als laatste restant van het dorp Mochovce (Mohi)